# Fronveste (Kemnath)

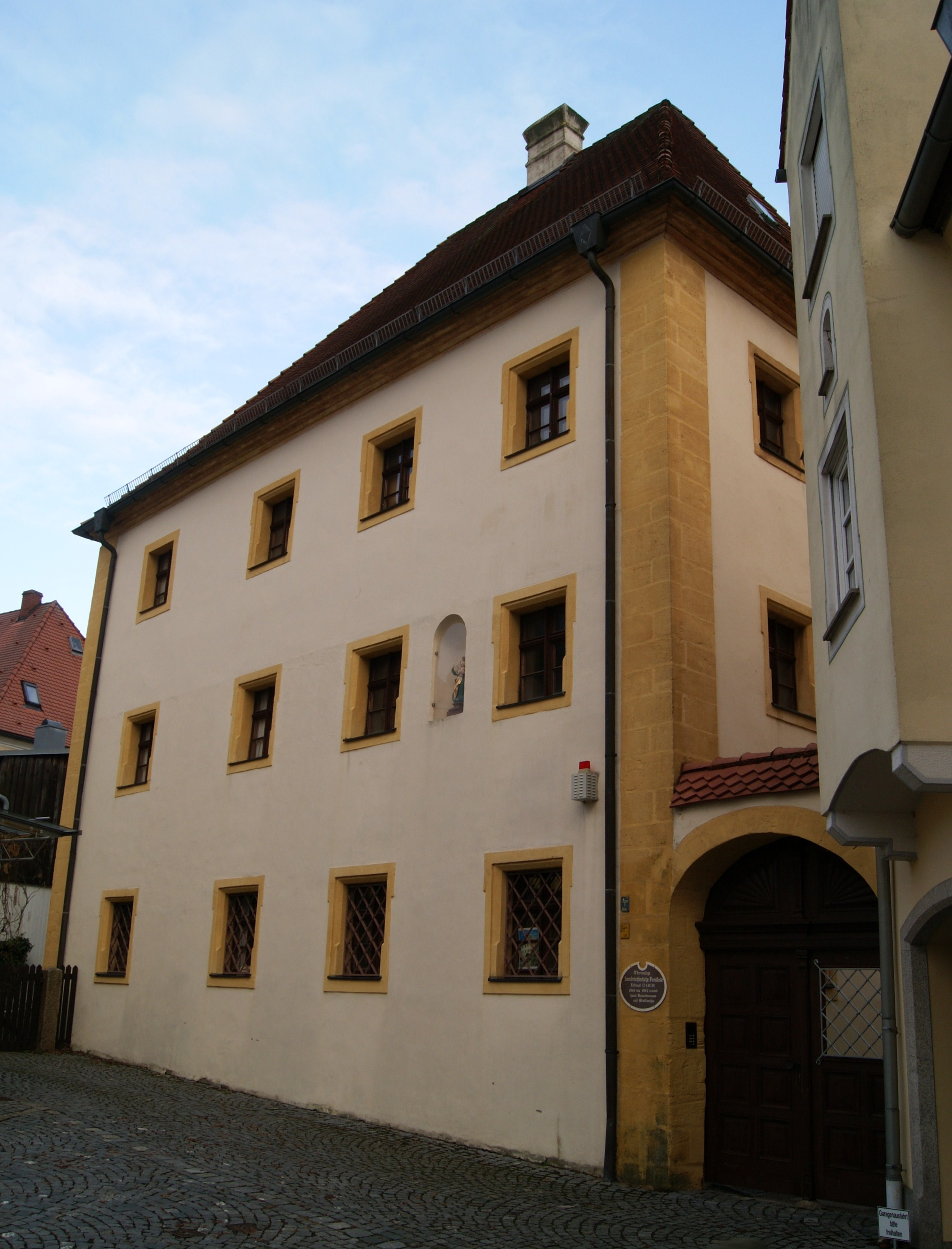
Alte Fronveste in Kemnath

Die denkmalgeschützte Alte Fronveste im Turmviertel von Kemnath war der Ort, in dem die schweren Verbrechen, die sog. Malefizfälle, abgehandelt wurden. Hier wurden auch die peinliche Befragung und die Tortur angewandt, um von einem mutmaßlichen Delinquenten ein Geständnis zu erzwingen. In der Fronveste hatte auch der Amtsknecht seine Wohnung. Der Galgen befand sich außerhalb der Stadt am Fahrweg nach Waldeck. Später wurde hier das Polizeigefängnis eingerichtet. 

## Bauwerk
Das in ursprünglicher Gestalt erhaltene Gebäude ist ein dreigeschossiger, verputzter Massivbau mit einem hohen Walmdach aus dem 17. Jahrhundert. Es besitzt Hausteingewände und eine Eckquaderung. Der daneben liegende Torbogen stammt aus dem 18. Jahrhundert. Teilweise ist das Gebäude über der Stadtmauer aus der zweiten Hälfte 14. Jahrhundert errichtet worden. Es ist in der Denkmalliste unter dem Aktenzeichen D-3-77-129-46 eingetragen.

## Geschichte des Gebäudes
Seit 1698 war die Stadt Kemnath Sitz des Landrichteramtes Waldeck und dies erforderte auch ein Gefängnis im Ort. Die Fronveste wurde in seiner heutigen Form um 1750 gebaut. Später nutzte die Polizei diese als Gefängnis.  Von dieser Nutzung des Gebäudes als Gefängnis zeugen noch Zellen mit teilweise heute noch erhaltener Einrichtung. Ab 1. Januar 1930 wurde das Amtsgerichtsgefängnis Kemnath aufgehoben. Danach wurde die Fronveste von der Stadt Kemnath gekauft und in den Räumlichkeiten Wohnungen eingerichtet. Zwischen 1980 und 1983 fand eine umfangreiche Sanierung statt.

## Heutige Nutzung
In dem Gebäude wurde 1984 das Heimat- und Handfeuerwaffenmuseum Kemnath eingerichtet. Außerdem ist seitdem auch das Stadtarchiv dort untergebracht. Im Innenhof finden Veranstaltungen und standesamtliche Trauungen statt.